# Unité urbaine du Havre
L'unité urbaine du Havre est une unité urbaine française centrée sur la ville du Havre, sous-préfecture de la Seine-Maritime au cœur de la deuxième agglomération de Normandie.
Par sa population, l'unité urbaine du Havre fait partie des grandes agglomérations de la France.

## Données générales
Selon les données établies par l'INSEE en 2010, l'unité urbaine du Havre regroupait 18 communes.
Dans le nouveau zonage de 2020, le périmètre est identique.
En 2022, l'unité urbaine du Havre rassemble 232 052 habitants, ce qui la place au deuxième rang régional après Rouen, la capitale régionale de la région de Haute-Normandie.
En 2022, sa densité de population s'élève à 1 191 hab/km2. Par sa superficie, elle représente 3,1 % du territoire départemental mais, par sa population, elle regroupe 18,41 % de la population du département de la Seine-Maritime.

Agglomérations de plus de 100000 habitants en France en 2022.

## Composition 2020 de l'unité urbaine
Elle est composée des 18 communes suivantes :
| Nom                        | Code Insee | Département    | Statut       | Superficie (km2) | Population (dernière pop. légale) | Densité (hab./km2) | Modifier                                    |
| -------------------------- | ---------- | -------------- | ------------ | ---------------- | --------------------------------- | ------------------ | ------------------------------------------- |
| Le Havre (ville-centre)    | 76351      | Seine-Maritime | ville-centre | 46,95            | 166 462 (2022)                    | 3 546              | modifier les données · modifier les données |
| Cauville-sur-Mer           | 76167      | Seine-Maritime | banlieue     | 11,19            | 1 679 (2022)                      | 150                | modifier les données · modifier les données |
| Épouville                  | 76238      | Seine-Maritime | banlieue     | 5,59             | 2 624 (2022)                      | 469                | modifier les données · modifier les données |
| Fontaine-la-Mallet         | 76270      | Seine-Maritime | banlieue     | 6,68             | 2 713 (2022)                      | 406                | modifier les données · modifier les données |
| Fontenay                   | 76275      | Seine-Maritime | banlieue     | 5,61             | 1 783 (2022)                      | 318                | modifier les données · modifier les données |
| Gainneville                | 76296      | Seine-Maritime | banlieue     | 4,65             | 2 529 (2022)                      | 544                | modifier les données · modifier les données |
| Gonfreville-l'Orcher       | 76305      | Seine-Maritime | banlieue     | 25,81            | 8 939 (2022)                      | 346                | modifier les données · modifier les données |
| Harfleur                   | 76341      | Seine-Maritime | banlieue     | 4,21             | 8 296 (2022)                      | 1 971              | modifier les données · modifier les données |
| Manéglise                  | 76404      | Seine-Maritime | banlieue     | 8,35             | 1 267 (2022)                      | 152                | modifier les données · modifier les données |
| Montivilliers              | 76447      | Seine-Maritime | banlieue     | 19,09            | 15 671 (2022)                     | 821                | modifier les données · modifier les données |
| Notre-Dame-du-Bec          | 76477      | Seine-Maritime | banlieue     | 3,99             | 477 (2022)                        | 120                | modifier les données · modifier les données |
| Octeville-sur-Mer          | 76481      | Seine-Maritime | banlieue     | 20,37            | 6 147 (2022)                      | 302                | modifier les données · modifier les données |
| Rolleville                 | 76534      | Seine-Maritime | banlieue     | 7,06             | 1 217 (2022)                      | 172                | modifier les données · modifier les données |
| Sainte-Adresse             | 76552      | Seine-Maritime | banlieue     | 2,26             | 7 015 (2022)                      | 3 104              | modifier les données · modifier les données |
| Saint-Laurent-de-Brèvedent | 76596      | Seine-Maritime | banlieue     | 7,79             | 1 492 (2022)                      | 192                | modifier les données · modifier les données |
| Saint-Martin-du-Bec        | 76615      | Seine-Maritime | banlieue     | 4,12             | 650 (2022)                        | 158                | modifier les données · modifier les données |
| Saint-Martin-du-Manoir     | 76616      | Seine-Maritime | banlieue     | 5,13             | 1 496 (2022)                      | 292                | modifier les données · modifier les données |
| Turretot                   | 76716      | Seine-Maritime | banlieue     | 6,07             | 1 595 (2022)                      | 263                | modifier les données · modifier les données |

## Évolution démographique
L'évolution démographique ci-dessous concerne l'unité urbaine selon le zonage de 2020.
| 1968    | 1975    | 1982    | 1990    | 1999    | 2006    | 2011    | 2016    | 2022    |
| ------- | ------- | ------- | ------- | ------- | ------- | ------- | ------- | ------- |
| 252 518 | 268 766 | 261 452 | 261 606 | 256 558 | 247 623 | 239 566 | 235 665 | 232 052 |